# Coro il Rifugio
Il Coro il Rifugio di Seregno (Monza e Brianza) è stato fondato nel 1966 ed è diretto dal Maestro Fabio Triulzi. Il repertorio attinge dal Canto Popolare e Folcloristico della tradizione Lombarda e dell'Italia settentrionale, con alcune armonizzazioni dello stesso Maestro Triulzi.

## Direzione Coro
Dal 1966 si sono succeduti i maestri: Ambrogio Colciago (1966 - 1967), Tarcisio Noseda, Giovanni Barzaghi, Oreste Tagliabue (1968 - 1999), Antonio Colombo (2000 - 2005). Dal settembre 2005 il Coro è diretto dal maestro Fabio Triulzi, diplomato in Musica Corale e Direzione di Coro.

## Tournée e concerti
Dal 1966 il Coro si è esibito in innumerevoli concerti.
- Cinque tournée in Repubblica Ceca, 1969, 1971, 1976, 1989 e 2012 con concerti a Česká Třebová[2], a Přívrat e a Praga.
- Nel 1973 il Coro il Rifugio è stato invitato ad esibirsi a Roma in Piazza Navona, come rappresentante della Regione Lombardia.
- Come attività artistica, insieme agli attori Nanni Svampa e Lino Patruno, il Coro ha partecipato alla serie televisiva Una bella domenica a Gavirago al Lambro (spettacolo comico - musicale) trasmessa dalla RAI. Successivamente ha registrato alcuni brani per la Radio della Svizzera Italiana.

- Nel 1979 ha partecipato alla trasmissione I Sogni nel Cassetto condotta da Mike Bongiorno.

## Altri Riconoscimenti
- 1969 1º premio Inverigo (CO) Concorso Nazionale
- 1969 1º premio Mossale (PR) Concorso Nazionale
- 1969 2º premio Cesano Maderno (MB) Concorso Nazionale
- 1970 1º premio Toano (RE) Concorso Nazionale
- 1973 2º premio Appiano Gentile (CO) Concorso Nazionale
- 1982 3º premio Verrès (AO) Concorso Nazionale
- 2008 2º premio Pessano con Bornago (MI) Rassegna U.S.C.I. Milano

## Rassegna Città di Seregno
Nel maggio del 2007 il Coro il Rifugio ha organizzato la 1ª Rassegna di Canto Corale Popolare denominata: "Città di Seregno". La Rassegna avrà cadenza annuale con la partecipazione di rinomate corali sia italiane che estere. Alla prima edizione ha partecipato il Coro Monte Cauriol di Genova.

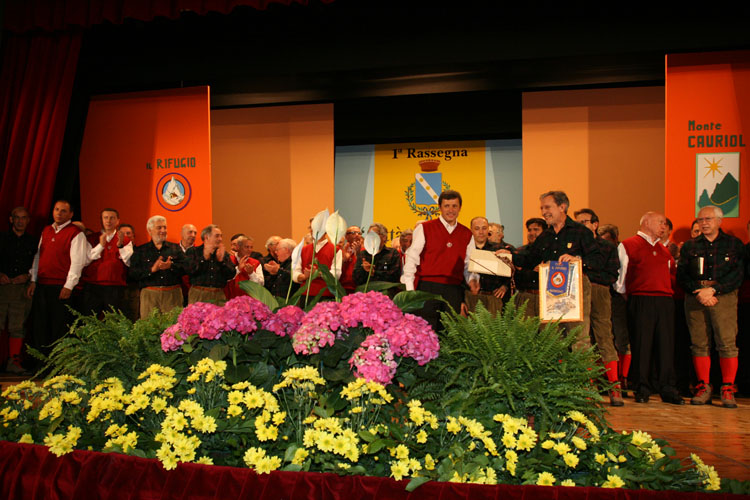
1ª Rassegna Città di Seregno il Rifugio e il Monte Cauriol